# رود جزمان
رود جزمان یکی از رودهای استان ایلام واقع در شهرستان هلیلان می‌باشد. رود جزمان یکی از رودهای باستانی می‌باشد که در ایلام باستان هم از ان یاد شده و مورد اهمیت واقع می شده‌است تا به کنون.
سرچشمه اصلی رود جزمان از چشمه‌هایی است که در طول مسیرش تا به رود سیمره به ان می پیوندند. یکی از سرچشمه‌های مهم رود جزمان رودی است در استان کرمانشاه به نام رود قره سو. رود جزمان در طول همیاری اش در تاریخ ایلام و هلیلان باستان یکی از مهمترین‌های ابرسانی برای کشاورزی تا به کنون بوده‌است.
دو تا از مهمترین جوی‌های تاریخی که از ان سرچشمه می گرفته و مگیرند به نام‌های جوبشهر و جوب گوران هستند. ناگفته نماند جوبشهر از نظر باستان‌شناسان آمریکایی یکی از اولین سرزمین‌ها در تصفیه آب به‌شمار می‌رود.
رود جزمان ۱۶۰ تپه تاریخی و حمام‌های باستانی هلیلان را در دوران‌های وجودشان تأمین میکرده است.